# Lukáš Hroššo
Lukáš Hroššo (* 19. dubna 1987, Nitra) je slovenský fotbalový brankář a bývalý mládežnický reprezentant, od ledna 2017 hráč klubu FC Nitra.

## Klubová kariéra
Svoji fotbalovou kariéru začal v FC Nitra, kde s výjimkou hostování v ŠK Slovan Bratislava v roce 2011 působil do léta 2013. Slovan nevyužil opce na přestup.

### FC Slovan Liberec
V červnu 2013 podepsal tříletou smlouvu s klubem FC Slovan Liberec. V utkání základní skupiny Evropské ligy 2013/14 24. října 2013 s favorizovaným španělským celkem Sevilla FC musel nahradit v 79. minutě za stavu 1:0 pro Liberec brankáře Přemysla Kováře, který před pokutovým územím fauloval protihráče a dostal červenou kartu. Střetnutí skončilo remízou 1:1, Hroššo v závěru čelil společně s obranou velkému tlaku soupeře a jednou inkasoval. 7. listopadu 2013 v odvetném zápase s domácím mužstvem Sevilla FC musel nastoupit místo potrestaného Kováře od začátku a svým jistým výkonem přispěl k dělbě bodů za remízu 1:1. Liberec tak natáhl šňůru neporazitelnosti v evropských pohárových soutěžích již na devět utkání, čímž vyrovnal český rekord Slavie Praha ze sezóny 1995/96. V posledním utkání skupiny 12. prosince 2013 v Portugalsku proti Estorilu Praia vychytal výhru 2:1, český tým obsadil s 9 body konečné 2. místo ve skupině a mohl slavit postup do jarní vyřazovací fáze.
V 1. české lize debutoval 2. listopadu 2013, kdy vychytal čisté konto proti týmu 1. SC Znojmo. Utkání Liberce se Znojmem skončilo bezbrankovou remízou. Nepodařený zápas absolvoval 29. března 2014 v souboji předních týmů Gambrinus ligy proti FC Viktoria Plzeň, kdy inkasoval celkem šestkrát (z toho dvakrát po teči). Slovan byl deklasován Viktorií 0:6.
Po odchodu Přemysla Kováře do izraelského Hapoelu Haifa se stal na začátku sezony 2014/15 brankářskou jedničkou. V prvním soutěžním zápase nové sezony 17. července 2014 ve 2. předkole Evropské ligy UEFA 2014/15 vychytal na stadionu v Čermeli čisté konto proti domácímu celku MFK Košice (výhra 1:0). Nulu udržel i v domácí odvetě 24. července, Liberec zvítězil 3:0 a postoupil do 3. předkola proti FC Astra Giurgiu.
Se Slovanem Liberec v sezóně 2014/15 podstoupil boje o záchranu v 1. české lize, ta se zdařila. S týmem vybojoval triumf v českém poháru, ve finále proti FK Baumit Jablonec se stal jedním z hrdinů libereckého mančaftu, v závěrečném penaltovém rozstřelu zneškodnil dva střelecké pokusy soupeře.
Celkem za Liberec odchytal 20 ligových utkání.

### FK Dukla Praha
V Liberci vládla silná konkurence na brankářském postu a tak v lednu 2016 přestoupil do jiného prvoligového českého mužstva FK Dukla Praha. V prvním ligovém startu za Duklu 13. února vychytal čisté konto proti svému bývalému klubu Slovanu Liberec (výhra 2:0).
V Dukle odchytal 9 ligových zápasů.

### FC Nitra (návrat)
V lednu 2017 se vrátil na Slovensko do FC Nitra. S Nitrou slavil v sezóně 2016/17 administrativní postup do Fortuna ligy 2017/18.

## Reprezentační kariéra
V roce 2008 nastoupil ke dvěma zápasům slovenské reprezentace do 21 let.